# Lista de filmes portugueses de 1947
Lista de filmes portugueses de longa-metragem lançados comercialmente em Portugal em 1947, nas salas de cinema.
Notas: Na secção coprodução, passando o cursor sobre a bandeira aparecerá o nome do país correspondente.
| # | Filme                           | Realização                                   | Género                | Estreia        | Coprodução |
| - | ------------------------------- | -------------------------------------------- | --------------------- | -------------- | ---------- |
| 1 | Aqui, Portugal                  | Armando de Miranda                           | Documentário, musical | 27 de junho    | —          |
| 2 | Bola ao Centro                  | João Moreira                                 | Drama                 | 27 de setembro | —          |
| 3 | Capas Negras                    | Armando de Miranda                           | Drama, musical        | 11 de maio     | —          |
| 4 | El huésped del cuarto número 13 | Arthur Duarte                                | Drama, aventura       | 15 de maio     | Espanha    |
| 5 | O Leão da Estrela               | Arthur Duarte                                | Drama                 | 21 de novembro | —          |
| 6 | Reina santa                     | Henrique Campos Aníbal Contreiras Rafael Gil | Drama, história       | 15 de setembro | Espanha    |
| 7 | Três Espelhos                   | Ladislao Vajda                               | Drama                 | 4 de outubro   | Espanha    |
| 8 | Viela, Rua Sem Sol              | Ladislao Vajda                               | Drama                 | 19 de setembro | —          |